# Shagang (köpinghuvudort i Kina, Hubei)
Shagang är en köpinghuvudort i Kina. Den ligger i provinsen Hubei, i den centrala delen av landet, omkring 170 kilometer väster om provinshuvudstaden Wuhan. Antalet invånare är 40 336. Befolkningen består av 20 111 kvinnor och 20 225 män. Barn under 15 år utgör 14,0 %, vuxna 15-64 år 75 %, och äldre över 65 år 10,0 %.
Runt Shagang är det ganska tätbefolkat, med 248 invånare per kvadratkilometer. Närmaste större samhälle är Zhangjin, 14,9 km norr om Shagang. Trakten runt Shagang består till största delen av jordbruksmark.
Genomsnittlig årsnederbörd är 1 358 millimeter. Den regnigaste månaden är april, med i genomsnitt 208 mm nederbörd, och den torraste är december, med 21 mm nederbörd.